# KCA
KCA e 30 mm револверно самолетно оръдие, проектирано от компанията „Oerlikon-Buhrle“, Швейцария.

## История
Самолетното оръдие КСА е създадено на базата на оръдията 302 RK, 303 RK и 304 RK на швейцарската компания „Oerlikon-Buhrle“.

## Техническо описание
Конструктивно КСА е изпълнено като едноцевно револверно авиационно оръдие с четиризаряден барабан. Стрелбата се осъществява чрез електроспусък, а автоматиката работи за сметка на барутните газове. При по-ранните модели откриването на огън става с пиростартер, а при по-новите се използва сгъстен въздух.
Дължината на цевта е 1,98 m, при тегло – 25 kg. Захранването с боеприпаси е от звенови тип, а подаването им става от дясната страна.
Електрическата система използва постоянен ток с напрежение 28 V и привод със сгъстен въздух. Изпълнена е така, че при недотикване на снаряда изстрел се произвежда.
Основен боеприпас е 360 g снаряд с увеличен заряд, който осигурява висока начална скорост и по-праволинейна траектория на полета. Използват се следните видове боеприпаси: осколъчно-фугасен, полубронебоен, бронебоен и учебен.
В края на 60-те години с оръдието е въоръжен шведския изтребител JAS-37 „Viggen“, след това то не се произвежда.